# Dominic Barker
Dominic Barker (ur. 1966 w Southport) – brytyjski pisarz, twórca literatury dziecięcej.
Za swoją powieść Blart: o chłopcu, który nie chciał ratować świata w 2007 otrzymał nagrodę Stockton Children's Book of the Year.
Mieszka w Barcelonie.

## Dzieła
- seria Mickey Sharp

1. Sharp Stuff (1999)
2. Sharp Shot (2001)
3. Sharp Returns (2003)
4. Sharp Beats (2008)

- seria Blart

1. The Boy Who Didn't Want to Save the World (2006) (wyd. pol.Blart : o chłopcu, który nie chciał ratować świata 2007)
2. The Boy Who Was Wanted Dead Or Alive - Or Both (2007)
3. The Boy Who Set Sail on a Questionable Quest (2008)

- Adam and the Arkonauts (2010)
- seria Max and Molly's Guide to Trouble.

1. How to Catch a Criminal (2011)
2. How to be a Genius (2011)

- Double Trouble (2011)
- Pizza at the Double (2011)